# Abdellah Belhouchet
 (octobre 2020).
Si vous disposez d'ouvrages ou d'articles de référence ou si vous connaissez des sites web de qualité traitant du thème abordé ici, merci de compléter l'article en donnant les références utiles à sa vérifiabilité et en les liant à la section « Notes et références ».
Abdellah Belhouchet, né en 1924 à Souk Ahras et mort le 16 septembre 2003 à Blida, est un officier général algérien.
Il est chef d'État-Major de l'Armée nationale populaire de 1986 à 1988.

## Biographie
Abdellah Belhouchet naît en 1924 à Souk Ahras dans une famille modeste, il a étudié à Mechta Madour et après avoir atteint l'âge de la conscription, il est entré dans la caserne française d'entraînement pendant la période coloniale française en Algérie. Il s'est entraîné sur diverses armes pendant la conscription obligatoire et il a participé à la guerre d'Indochine avec de nombreux Algériens pendant les guerres qui ont été menées par la France.
Après son retour en Algérie, il a regardé avec intérêt ce qui se passait dans le pays et a décidé de se joindre à la révolution algérienne et a commencé des groupes de révolutionnaires de partout dans le pays dans le plus grand secret.
Belhouchet est devenu connu des moudjahidines de la province orientale et a été nommé commandant pour ses compétences et son intelligence éprouvées. Il a effectué de nombreuses opérations. Il était dévoué à son travail et gardait les nuits pour remporter la victoire et il a formé de nombreux moudjahidines avec lui. Le colon suivait ses pas et lui avait tendu de nombreuses embuscades et il leur échappait toujours.

### Après l'indépendance
Il a occupé de nombreux postes après l'indépendance du pays et est comme suit Commandant du secteur militaire à Constantine, Médéa et Blida. Puis il est nommé inspecteur général de l'Armée nationale populaire au ministère de la Défense nationale, puis général de division. Général-major jusqu'à sa retraite le 10 octobre 1988.
Le 22 novembre 1986, il est nommé chef d'état-major par le président Chadli Bendjedid, succédant au général-Major Mostefa Belloucif.

### Décès
Il meurt le 16 septembre 2003 à Blida.

### Hommage
Le 18 février 2009, le lycée de Madaorush a été nommé en son honneur lors de la Journée nationale des martyrs.